# نظریه تاریخ مارکس (کتاب)
نظریه تاریخ مارکس، یک دفاع (انگلیسی: Karl Marx's Theory of History: A Defence) کتابی نوشتهٔ جرالد کوهن نویسنده مارکسیست است که گاهی شناخته شده به عنوان بزرگترین کاری که کوهن برای مارکسیسم انجام داده‌است.
کوهن توانست با این کتاب جایزه ایزاک دویچر را کسب کند، مارکسیسم را نقد می‌کند و از آن حمایت می‌کند، برای همین او را تحسین کردند. مانند مورخ جفری ارنست موریس د استیو کروکس و همچنین دانشمند سیاسی دیوید مک‌للان. از نظر فیلسوف پیتر سینگر، تفسیر کوهن بر مغایرت با مارکس از فلسفه هگلی مارکسیسم، به سبک قدیمی‌تر توانسته همچنان به‌طور درخشانی عمل کرده باشد.

## تأثیر
کوهن جبرگرایی فناورانه برایش اهمیت بسزایی دارد؛ و آن را در کتاب نشان می‌دهد، در حالی که اندیشمندان قرن بیستم دربارهٔ دیدگاه‌های او مخالفت نشان دادند. نگاه کوهن به جبرگرایی فناورانه بیشتر شباهت با تفسیر کارل کائوتسکی وگئورگی پلخانف دارد کوهن اشاره می‌کند که تفسیر و توضیح عملی خواهند شد از آنجا که نتیجه هرکار تأثیر در فکر و توضیح آن کار دارد پس ارتباطات بر روی تولید و کارکرد اثر می‌گذارد و به یک وابسته هستند، اما در ادامه چنان‌چه به گفته کوهن توضیح و تفکر پایه هرچیز است با نگاه به نتیجه عملکرد تأثیر قوانین را می‌توان بر روی اقتصاد دید پس زیربنای اقتصادی پایه دیگر است، اما بر روبنا روابط اقتصادی وجود دارد که وجود این بخش مهم در روبنا نشان از چرخش و نقطه مقابل دارد. برای همین است که روبنا بر روی زیربنا اثر می‌گذارد و زیر بنا بر روی روبنا، رابطه بین نیروها و روابط تولید نیز از نظر عملکرد توضیح داده می‌شود: سطح توسعه نیروهای تولیدی جامعه (یعنی قدرت‌های فناوری جامعه، شامل ابزار، ماشین آلات، مواد اولیه و نیروی کار) ساختار اقتصادی جامعه را تعیین می‌کند، به این معنا که ساختاری از روابط اقتصادی را انتخاب می‌کند که بیشترین تلاش را برای تسهیل رشد بیشتر فناوری دارد. همان‌طور که چارلز تیلور می‌گوید، "این دو جهت تأثیر چنان دور از رقیب هستند که در واقع مکمل همدیگر باشند". توضیح عملکردی مستلزم آن است که عامل ثانویه تأثیر عالی بر عامل اصلی داشته باشد، زیرا این واقعیت موقتی ویژگی اصلی است.